# Tuần lễ Thời trang Milan
Tuần lễ Thời trang Milano (tiếng Ý: Settimana della moda) là một triển lãm thương mại quần áo được tổ chức nửa năm một lần tại Milan, Ý. Sự kiện mùa thu/đông được tổ chức vào tháng 2 hoặc tháng 3 hàng năm và sự kiện mùa xuân/hè được tổ chức vào tháng 9 hoặc tháng 10 hàng năm.
Đây là một trong những "Big 4" tuần lễ thời trang thế giới.

## Địa điểm
Tuần lễ Thời trang Milano bao gồm hơn 40 buổi trình diễn mỗi mùa và biến thành phố thành một địa điểm du lịch bằng cách tạo ra nhiều địa điểm khác nhau cho các chương trình, chọn những cung điện thanh lịch và có ảnh hưởng nhất để trở thành sân khấu cho thiết kế. Ví dụ về địa điểm là Palazzo Reale, palazzo serbelloni và nhiều nơi khác.

## Tranh cãi
Vào năm 2014, Greenpeace đã phản đối yêu cầu "thời trang không độc hại" bằng cách treo các biển hiệu trong Galleria Vittorio Emanuele II.